# Lago Perućac
El lago Perućac (en bosnio: Perućačko jezero; en serbio: Перућачко језер) es un lago artificial en el río Drina en parte, en los municipios de Srebrenica y de Vichegrado, en Bosnia y Herzegovina y en parte en el municipio de Bajina Basta, Serbia. Se creó para retener las aguas del río Drina y así obtener energía hidroeléctrica.